# United Buddy Bears

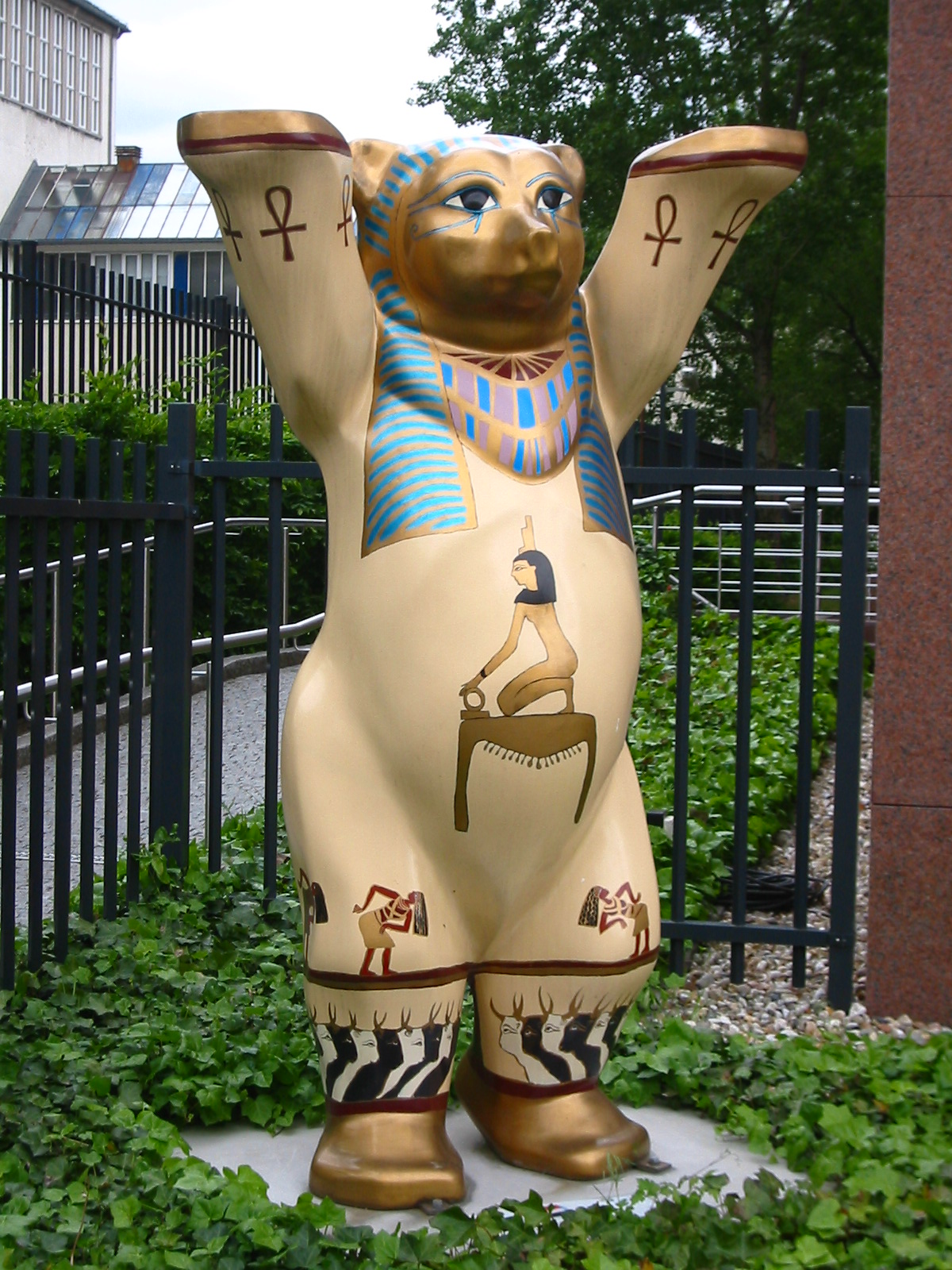

United Buddy Bears —Санкт-Петербург 2012

United Buddy Bears (содружество медведей Бадди) — международная художественная выставка, которая проходила на пяти континентах и была представлена перед миллионной публикой.
Buddy Bears была составлена из картин художников всего мира и проходила под девизом «искусство и толерантность», художники представили её в около 150, входящих в состав ООН странах мира. Вход на выставку совершенно свободен.
Медведи появились в Берлине в 2001 году , а в 2002 году там впервые была открыта сама выставка.

## United Buddy Bears — мировой тур

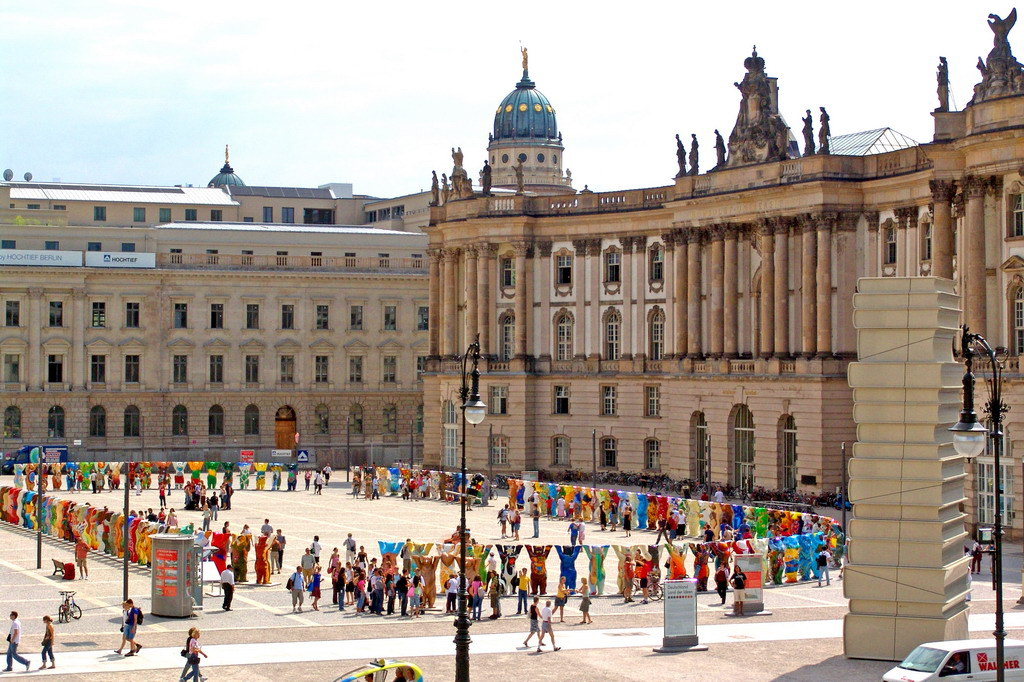
United Buddy Bears — Берлин 2006

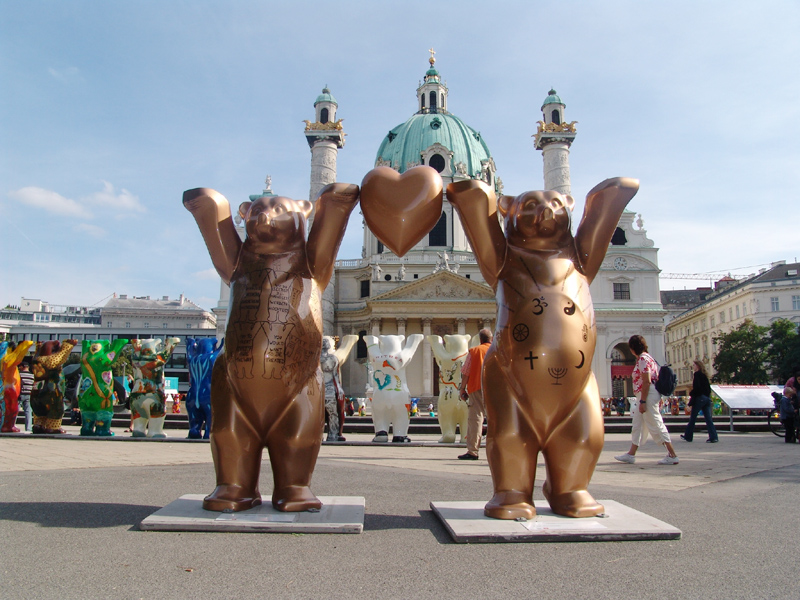
United Buddy Bears — Вена 2006

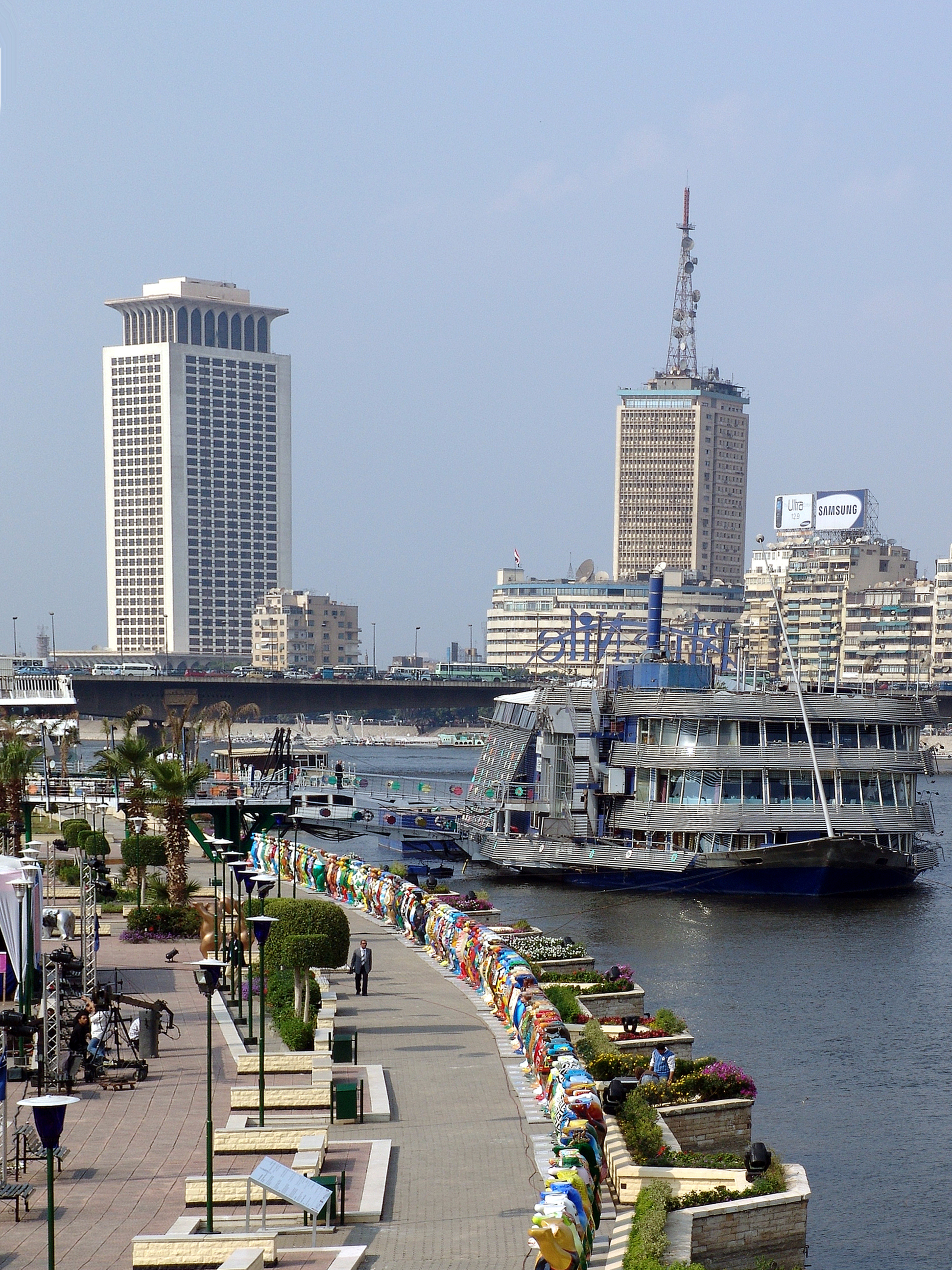
United Buddy Bears — Каир 2007

United Buddy Bears — Хельсинки 2010

6 ноября 2002 года медведи уехали на новые места, в том числе в посольства соответствующих стран в Берлине или назад в свои страны. Некоторые медведи были проданы с аукциона в пользу ЮНИСЕФ.
После того как в 2002 году круг содружества приятелей-мишек United Buddy Bears добился ошеломляющего успеха, в 2003 г. актёром и послом ЮНИСЕФ сэром Питером Устиновым был собран новый круг.
Было решено отправить этот круг в мировое турне.
В своём мировом турне United Buddy Bears проповедуют мир, свобода, терпимость и взаимопонимание между народами. Каждый раз по прибытии в новый город круг участников меняется. Это связано не только с местными условиями, но также с постоянным изменением порядка следования, поскольку медведи всегда выстраиваются в порядке по алфавиту местного языка принимающей страны. Это всегда создаёт новое и иногда политически очень интересное соседство.
Вход на выставки всегда бесплатен. Это даёт возможность посещать выставки школьникам, которые по утрам приходят целыми классами и проводят в игровой манере живые и насыщенные уроки по истории, географии, экономике, культуре и музыке всех пяти континентов.
С начала проведения тура в 2004 году медведи выставлялись во многих местах:
- 2004: Китцбюэль, Гонконг, Стамбул
- 2005: Токио, Сеул
- 2006: Сидней, Берлин, Вена
- 2007: Каир, Иерусалим
- 2008: Варшава, Штутгарт, Пхеньян[3]
- 2009: Буэнос-Айрес[4], Монтевидео
- 2010: Берлин — Центральный вокзал[5], Астана[6], Хельсинки
- 2011: София[7] , Берлин, Куала-Лумпур[8]
- 2012: Нью-Дели[9], Санкт-Петербург[10][11], Париж
- 2013: Екатеринбург[12][13]
- 2014: Рио-де-Жанейро[14]
- 2015: Гавана[15], Сантьяго, Казань[16][17]
- 2016: Пинанг
- 2017: Берлин
- 2018: Рига[18][19]
- 2019: Гватемала
- 2020/23: Берлин-Зоопарк Фридрихсфельде
- 2024: Любляна[20]

В каждом городе выставки United Buddy Bears находят поддержку правительств, дипломатического корпуса, мэрий и организаций ЮНИСЕФ.
Выставки по всему миру открывали главы государств: например, премьер-министр Японии Юнихиро Коидзуми, президент ФРГ Хорст Кёлер и первая леди Египта Сюзанна Мубарак, а также послы доброй воли ЮНИСЕФ: сэр Питер Устинов, Джеки Чан, Миа Фэрроу, Кен Дан и другие. ‘’Специальный представитель United Buddy Bears’’ — актриса Денненеш Зауде.

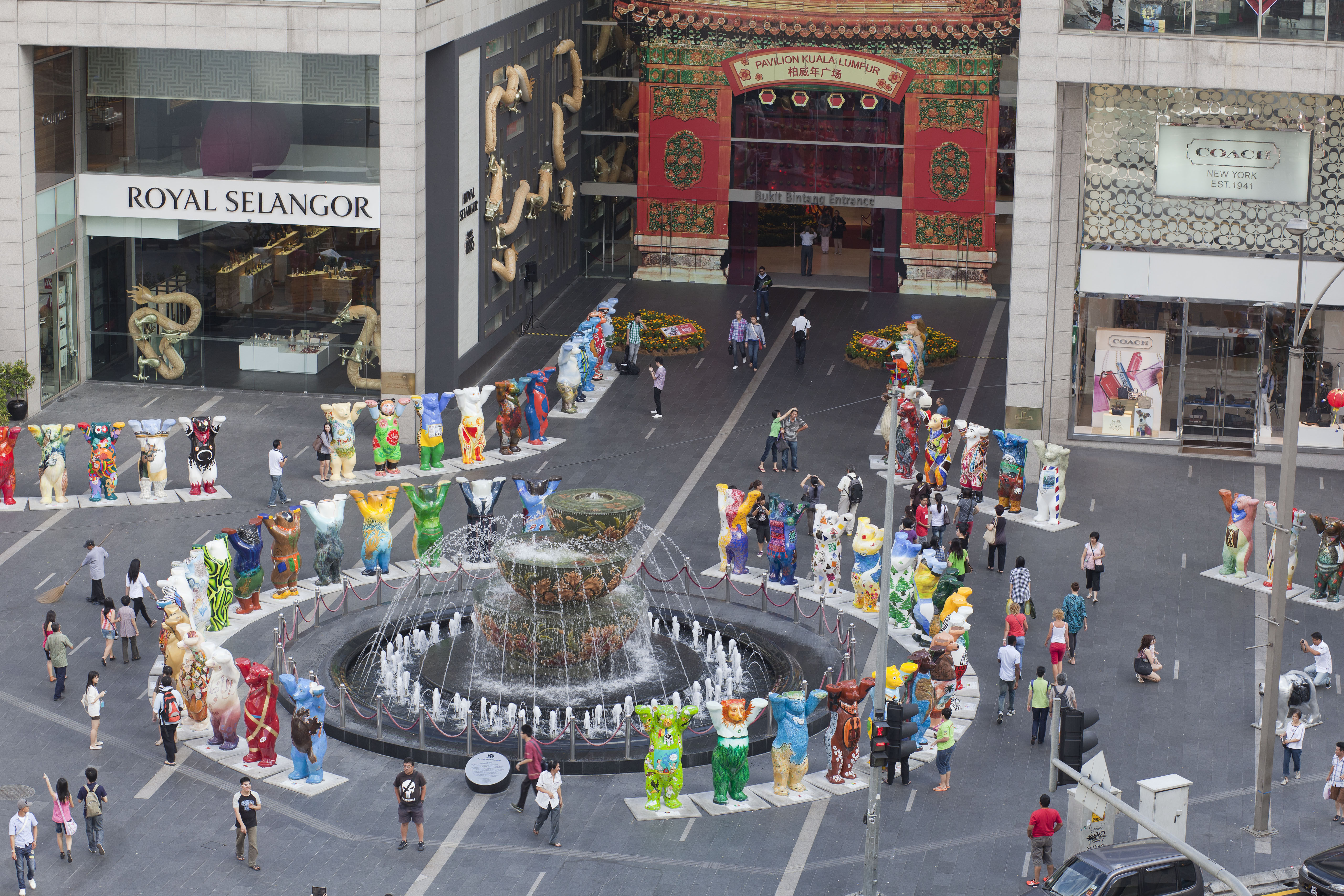
United Buddy Bears — Куала-Лумпур 2011

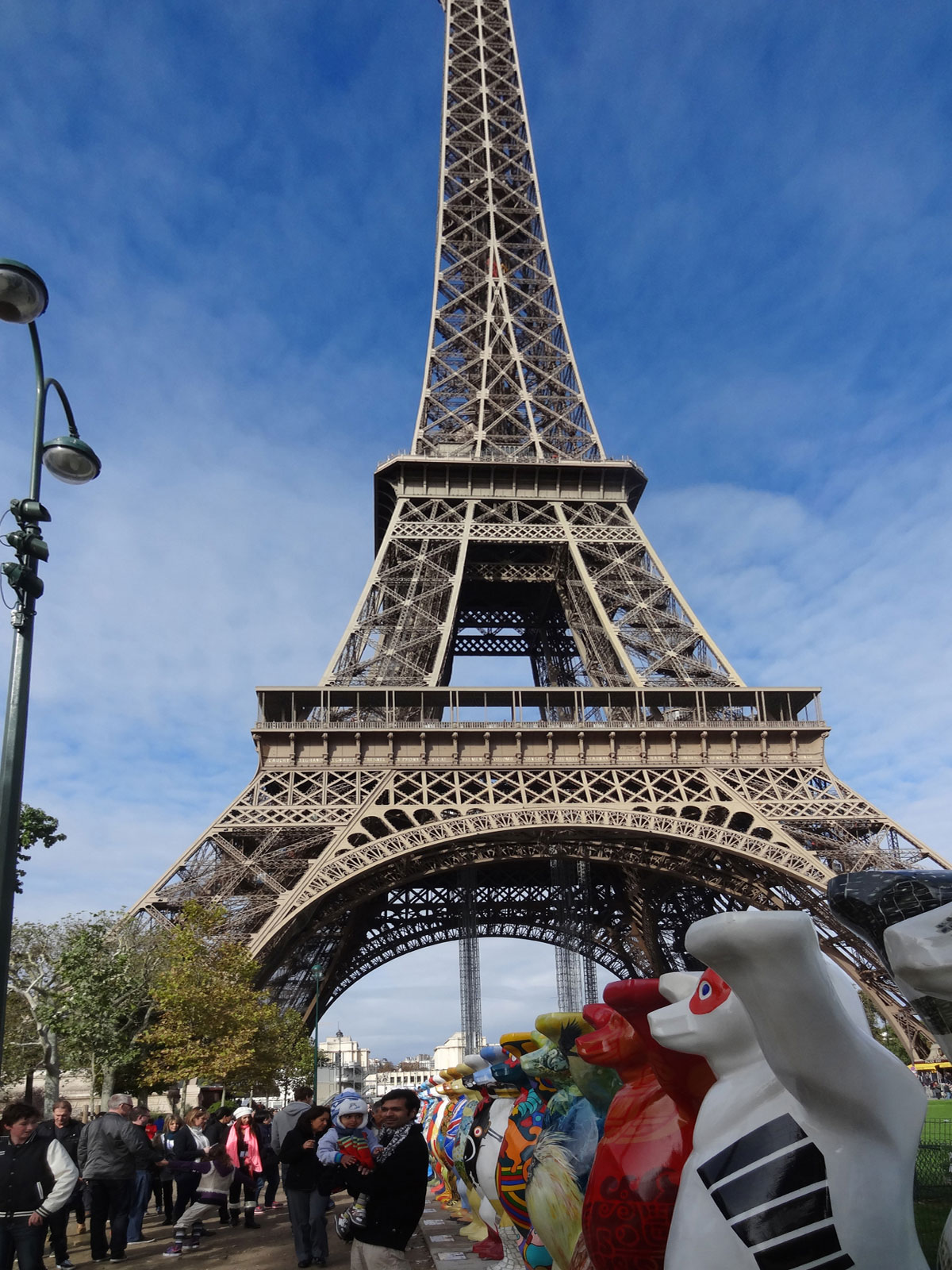
United Buddy Bears
Париж 2012

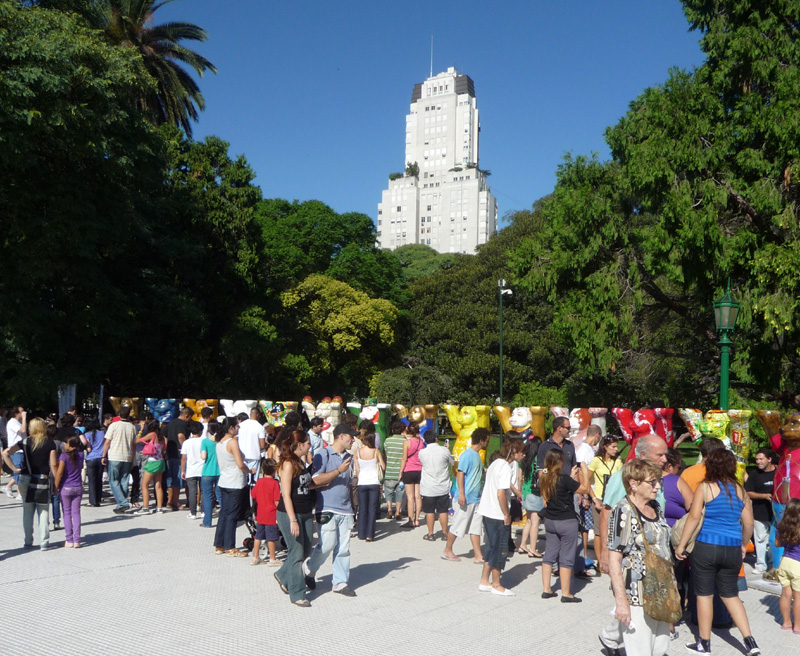
United Buddy Bears — Буэнос-Айрес 2009

United Buddy Bears — Астана 2010

Во время последних выставок своё восхищение колоритными мишками United Buddy Bears выразили более 45 миллионов посетителей.
Поднятые лапы медведей символизируют дружбу и оптимизм. Символичность «лапа к лапе», рядом стоящих медведей разъясняется так, что все люди в мире должны попытаться лучше узнать друг друга, чтобы жить лучше в мире вместе друг с другом. Чтобы создать этот международный проект, передавать послания мира, были выставлены медведи художников из 150 стран, которые к тому же были задержаны, в их образах изображены характер их стран, их история, их люди, ландшафт, хозяйство и музыка.

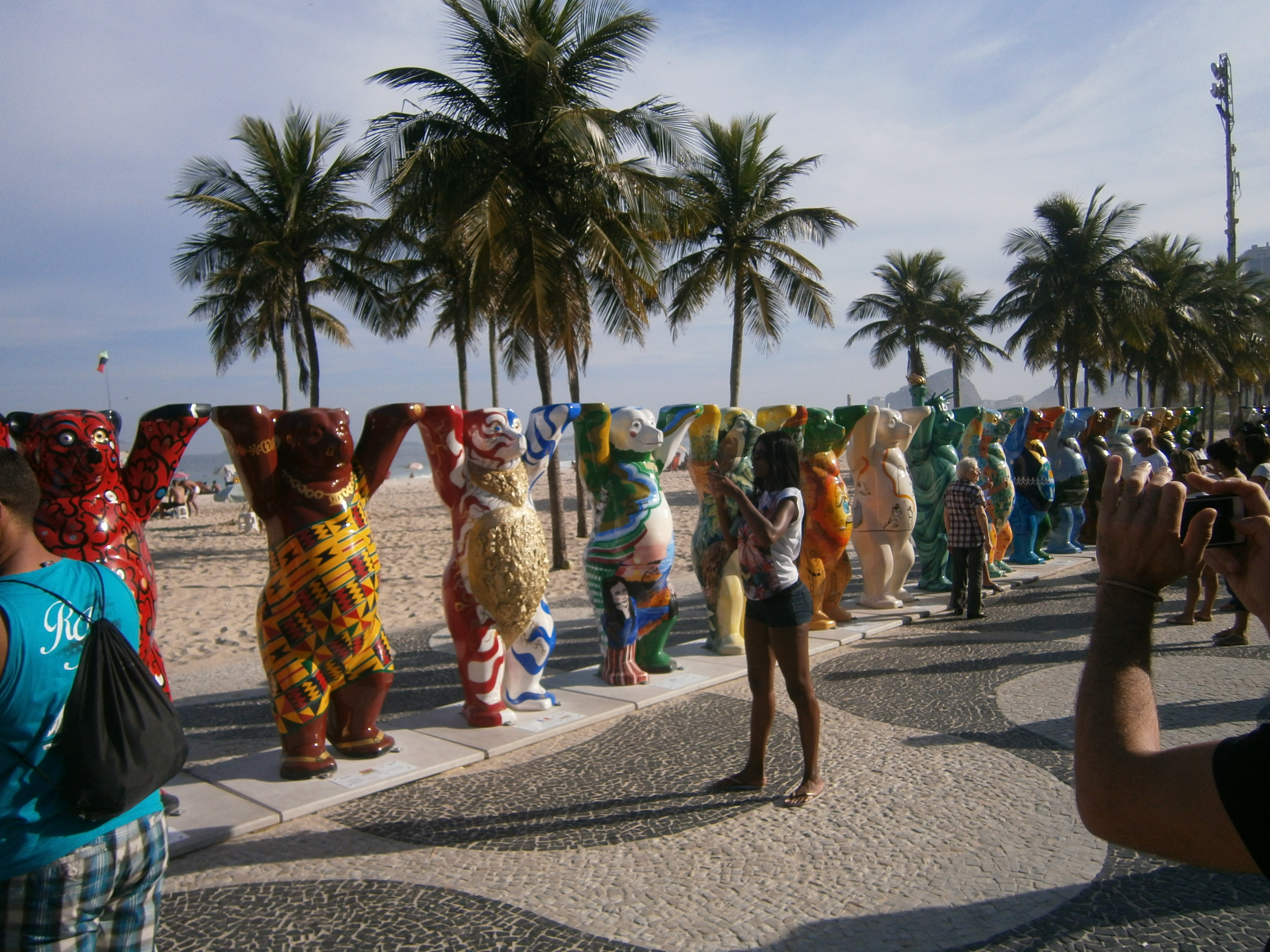
United Buddy Bears
Рио-де-Жанейро
Копакабана 2014

Круг медведей изменяется в каждой стране, изменения происходят не только в последовательной, но и также в различной поочередности, в которой были выставлены медведи в согласии с пожеланиями соответствующего хозяина. Это делает их размещение и подбор политически привлекательными. В Иерусалиме был выставлен израильский медведь рядом с иранским, с целью, передачи послания толерантности и мира. В Сеуле стояли южная и северная Корея «лапа в лапу» дружественно рядом друг с другом. Также Палестина с 2007 года в кругу 150 стран была представлена равноправно.
Художникам удалось, с помощью различных техник обращать взгляды на медведей. Посетители выставок также не были громко представлены, в большинстве случаев не были в центре всеобщего внимания. Цели, поставленные перед проектом, состоят не только в расширении самосознания. Организаторы Ева и Клаус Херлитц должны также с активной поддержкой следовать требованиям идеи мирного сосуществования, и поэтому центр акции направлен на помощь нуждающимся детям. Пожертвования и средства от аукциона медведей принесли больше чем 2,5 миллиона долларов для ЮНИСЕФ и местной организации помощи детям. Сопровождается и поддерживается мировая активность актером и послом ЮНИСЕФ Джеки Чаном.
Проведение последующих выставок запланировано в мировых масштабах, в том числе в Дубае, Кейптауне, Мадриде, Лондоне, Лос-Анджелесе, Праге, Шанхае и Цюрихе.

## Важнейшие события с политическим аспектом
- 2003, Берлин: Посетив выставку в Берлине в 2002 г., сэр Питер Устинов настоял на том, чтобы в круге Содружества приятелей-мишек United Buddy Bears в будущем должен быть представлен Ирак. В 2003 г. впервые в круге принял участие Ирак, а Устинов в присутствии более 70 послов произнёс вступительное слово на открытии выставки.
- 2004, Гонконг: В 2003 г. в Берлине выставку увидел Джеки Чан. По его инициативе год спустя международные мишки приехали в Гонконг. Джеки Чан стал патроном этого мероприятия. В церемонии открытия приняли участие более 3 000 весьма именитых персон из мира политики, бизнеса и культуры.
- 2007, Иерусалим: В круге 132 наций были представлены все страны Арабского мира. Впервые в Иерусалиме в Израиле наравне со всеми другими выступил Палестинский медведь.
- 2008, Пхеньян: Это была первая выставка в Северной Корее, доступная для каждого и открытая для всех. По официальным данным, еженедельно мероприятие в Пхеньяне посещали около 250 000 человек.
- 2010, Пан Ги Мун (Генеральный секретарь ООН): «Выставка United Buddy Bears представляет творчество художников из самых разных стран, желающих выразить свой манифест мира и гармонии и призвать людей всех стран к мирному сосуществованию, терпимости и взаимопониманию».